# Миусик (приток Миуса)
Миусик — малая река в Луганской области. Левый приток реки Миуса (бассейн Азовского моря).

## География
Берёт начало в местности между городом Петровским и посёлком Артёма. Ниже посёлка Трубный на реке расположено Яновское водохранилище. Миусик впадает в Миус в западной части города Вахрушева.

### Населённые пункты
- город Петровское (исток в западных окрестностях)
- Грушёвое
- Красный Кут
- Трубный
- город Вахрушево (устье на реке Миусе в городской черте)

### Экологические проблемы
Река Миусик в 2010-х фигурировала в качестве объекта сильнейшего загрязнения из скважины закрытой шахты («Основная»).